# Projeto Pontos Culminantes do Brasil
O Projeto Pontos Culminantes do Brasil é um acordo de parceria científica firmado entre o Instituto Militar de Engenharia (IME) e o
Instituto Brasileiro de Geografia e Estatística (IBGE), e tem como principal objetivo medir com exatidão a altitude dos pontos mais elevados do Brasil. Foi proposto em 2001 pelo IBGE.

## Etapas
Tomaram-se as primeiras medidas em 2004, e as últimas, do Monte Roraima, em 2005.
As seguintes etapas já se realizaram:
- Medição dos picos da Neblina e 31 de Março, no Parque Nacional do Pico da Neblina
- Medição dos picos da Bandeira, do Cristal e do Calçado, no Parque Nacional do Caparaó
- Medição do Monte Roraima
- Medição dos picos das Agulhas Negras, Pedra da Mina, dos Três Estados

## Novas medidas
- Medidas anteriores ao Projeto Pontos Culminantes

| Posição | Formação Rochosa          | Altitude (m) |
| ------- | ------------------------- | ------------ |
| 1       | Pico da Neblina           | 3 014,10     |
| 2       | Pico 31 de Março          | 2 992,40     |
| 3       | Pico da Bandeira          | 2 889,80     |
| 4       | Pico das Agulhas Negras   | 2 787,00     |
| 5       | Pico do Cristal           | 2 780,00     |
| 6       | Pedra da Mina             | 2 770,00     |
| 7       | Monte Roraima             | 2 739,30     |
| 8       | Morro do Couto            | 2 680,00     |
| 9       | Pedra do Sino de Itatiaia | 2 670,00     |
| 10      | Pico dos Três Estados     | 2 665,00     |

- Medidas posteriores ao Projeto Pontos Culminantes

| Posição | Formação Rochosa        | Diferença em relação à medida anterior | Altitude (m) |
| ------- | ----------------------- | -------------------------------------- | ------------ |
| 1       | Pico da Neblina         | - 20                                   | 2 993,78     |
| 2       | Pico 31 de Março        | - 19                                   | 2 972,66     |
| 3       | Pico da Bandeira        | + 2                                    | 2 891,98     |
| 4       | Sem Nome 1              | não estava na lista dos 10             | 2 852,00     |
| 5       | Pico do Calçado         | não estava na lista dos 10             | 2 849,00     |
| 6       | Sem Nome 2              | não estava na lista dos 10             | 2 818,00     |
| 7       | Pedra da Mina           | + 28                                   | 2 798,39     |
| 8       | Pico das Agulhas Negras | + 5                                    | 2 792,66     |
| 9       | Pico do Cristal         | - 10                                   | 2 769,76     |
| 10      | Monte Roraima           | - 5                                    | 2 734,06     |

- Medidas oficiais de acordo com o Anuário Estatístico do Brasil 2011 - IBGE

| Posição | Topônimo                    | Localização           | UF       | Altitude (m)                  |
| ------- | --------------------------- | --------------------- | -------- | ----------------------------- |
| 1       | Pico da Neblina (*)         | Serra do Imeri        | AM       | 2 993,80                      |
| 2       | Pico 31 de Março (*)        | Serra do Imeri        | AM (**)  | 2 972,70                      |
| 3       | Pico da Bandeira (*)        | Serra do Caparaó      | MG/ES    | 2 892,00                      |
| 4       | Pedra da Mina (*)           | Serra da Mantiqueira  | MG/SP    | 2 798,40                      |
| 5       | Pico das Agulhas Negras (*) | Serra do Itatiaia     | MG/RJ    | 2 791,50                      |
| 6       | Pico do Cristal (*)         | Serra do Caparaó      | MG       | 2 769,80                      |
| 7       | Monte Roraima (*)           | Serra de Pacaraima    | RR (***) | 2 734,10(****) 2 739,30 (Obs) |
| 8       | Morro do Couto              | Serra das Prateleiras | RJ       | 2 680,00                      |
| 9       | Pedra do Sino de Itatiaia   | Serra da Mantiqueira  | MG       | 2 670,00                      |
| 10      | Pico Três Estados           | Serra da Mantiqueira  | SP/MG/RJ | 2 665,00                      |

Fonte:Tabela 1.3.2.1 - Pontos mais altos do Brasil - 2008; Anuário Estatístico do Brasil 2011 - IBGE, Diretoria de Geociências, Coordenação de Cartografia, Cadastro de Pontos mais Altos do Brasil; IBGE, Diretoria de Geociências, Coordenação de Geodésia, Projeto Pontos Culminantes.
http://biblioteca.ibge.gov.br/visualizacao/monografias/GEBIS%20-%20RJ/AEB/AEB2011.pdf
Observação: O ranking do IBGE se mantém o mesmo conforme Tabela 1.3.2.1 - Pontos mais altos do Brasil - 2012 do Anuário Estatístico do Brasil 2012 http://biblioteca.ibge.gov.br/visualizacao/periodicos/20/aeb_2012.pdf com a diferença que a altitude do Monte Roraima é de 2739,3m
Nota: Altitudes obtidas através de leitura de Carta Topográfica, 1996.
(*)    Projeto Pontos Culminantes, 2004-2005.
(**)   Fronteira com a Venezuela.
(***)  Fronteira com a Venezuela e com a Guiana.
(****) A altitude citada do Monte Roraima não é a do topo da montanha e sim a do marco geodésico no ponto tríplice das fronteiras do Brasil, Venezuela e Guiana. Esse marco é o ponto mais alto da montanha que está pelo menos parcialmente em território brasileiro. O ponto mais alto do Monte Roraima como um todo está localizado em território inteiramente venezuelano.

## Ligações Externas
- IBGE
- Palestra proferida por um dos integrantes do projeto, Edmundo Cecílio Lopes, na Rede de Tecnologia do Rio de Janeiro - Slide 49
- Notícia no Fator GIS
- Noticia no AmbienteBrasil